# Lance Deal
Lance Earl Deal (Riverton, 21 agosto 1961) è un ex martellista statunitense, vincitore di una medaglia d'argento ai Giochi olimpici di Atlanta 1996.

## Palmarès
| Anno | Manifestazione      | Sede          | Evento              | Risultato | Prestazione | Note |
| ---- | ------------------- | ------------- | ------------------- | --------- | ----------- | ---- |
| 1988 | Giochi olimpici     | Seul          | Lancio del martello | 17º (q)   | 73,66 m     |      |
| 1991 | Mondiali            | Tokyo         | Lancio del martello | 13º (q)   | 72,90 m     |      |
| 1992 | Giochi olimpici     | Barcellona    | Lancio del martello | 7º        | 76,84 m     |      |
| 1993 | Mondiali            | Stoccarda     | Lancio del martello | 9º        | 76,20 m     |      |
| 1995 | Giochi panamericani | Mar del Plata | Lancio del martello | Oro       | 75,64 m     |      |
| 1995 | Mondiali            | Göteborg      | Lancio del martello | 5º        | 78,66 m     |      |
| 1996 | Giochi olimpici     | Atlanta       | Lancio del martello | Argento   | 81,12 m     |      |
| 1999 | Giochi panamericani | Winnipeg      | Lancio del martello | Oro       | 79,61 m     |      |
| 1999 | Mondiali            | Siviglia      | Lancio del martello | 13º (q)   | 75,29 m     |      |
| 2000 | Giochi olimpici     | Sydney        | Lancio del martello | 16º (q)   | 75,61 m     |      |